# Vallentinia gabriellae
Vallentinia gabriellae is een hydroïdpoliep uit de familie Olindiasidae. De poliep komt uit het geslacht Vallentinia. Vallentinia gabriellae werd in 1948 voor het eerst wetenschappelijk beschreven door Vannucci Mendes. 